# Hausham
Hausham település Németország Bajorországban. Lakosainak száma 8444 fő (2023. december 31.).

## Földrajza
Tartomány: Kreis Miesbach, Bajorország, Oberbayern. Hausham Münchentől mintegy 45 km-re délre található. Miesbach, Fischbachau, Gmund am Tegernsee, Tegernsee, Waakirchen, Bad Wiesse és Schliersee között. A legnagyobb belterületi kiterjedésű település a Miesbach járásban, itt épült meg a 20. század folyamán a járási kórház amely több kisebb kórház egyesülésével létesült.
Lakosság: Becslések szerint a lakosság száma megtriplázódhat a 2015-2018 közötti időszakban, ennek az oka pedig hogy a rendszerváltás következtében villámgyors fejlődésnek indult a település és ez ma egyre jobban érezhető lévén hogy a településen magas a külföldiek aránya és a környéken itt nő a leggyorsabban azonban németek is elég sokan települnek be (köszönhető a sok munkahelynek, a változatos bevásárlóközpontoknak, az olcsó viszont jó állapotú lakásoknak és hogy a település egy közlekedési csomópont). Jelenleg átlagosan naponta 29 új lakó költözik ide, város mai formájában egy tanyából alakult ki 1853-ban majd rácsatoltak környező tanyákat illetve a történelmi Agatharied rácsatolásával (1927) ám ekkor még csak 700 lakója volt.
Főbb etnikumok (2014): 
- Németek: 70%
- Lengyelek: 11%
- Magyarok: 9%
- Törökök: 6%
- Egyéb etnikum: 5%

A Miesbach járásban itt a legalacsonyabb az arányos német lakosság, illetve szintén a legalacsonyabb a bajorok aránya (az itt élő németek kb 60%-a bajor).
Látnivalók: Schön berg(szép hegyvidék), Rathausstraße, Alasserini Hotel, Huberspitz, Jungedherberge, Agatharied-Krankenhaus (Agathariedi kórház).

## Népesség
| Lakosok száma | 1134 | 7072 | 6959 | 8019 | 8135 | 8200 | 8309 | 8406 | 8465 | 8444 |
|               | 1875 | 1950 | 1970 | 2011 | 2013 | 2014 | 2016 | 2019 | 2021 | 2023 |

## Városrészek
- Hausham-Nord: Agatharied, Agatharied-West, Tratberg, Obere-Tiefenbach, Hofstadt, Neuhausham-Tiefenbach, Bayrischer Budweis, Thal,
- Hausham-West: Moosrain, Diensterwald, Wolfratshausener-platz, Schulestadt, Holz,
- Hausham-Mitte: Althausham, Nagelbach, Hellenbach, Aigner, Abwinkl,
- Hausham-Süd: Donnersberg, Miesbacher-platz, Glückaufstadt, Hundham, Norder-Schliersee,
- Hausham-Ost: Karl-Winzenzstadt, Bayrischer-Lombardisy Bruderschaftsgebiet,
- Híres helyszínek: Agatharied-Krankenhaus ahol a híres 112 életmentők című filmben forgattak 19 részt., Rathausstraße.

## Közlekedés
Tömegközlekedés: Haushamból Münchenbe a Bayerische Oberlandbahn társaság vonatai járnak. A településnek  három állomása van: Hausham, Agatharied és Moosrain.
A településen működik helyi buszjárat is.

## Híres személyek
- Antonella Bucci, olasz énekesnő
- Benjamin Lauth, labdarúgó
- Marcus H. Rosenmüller, filmrendező
- Josef Stallhofer, festőművész
- Josef Wurmheller, német vadászpilóta megtervezője